# Vosseleriana dentata
Vosseleriana dentata är en insektsart som först beskrevs av Predtechenskii 1936.  Vosseleriana dentata ingår i släktet Vosseleriana och familjen gräshoppor. Inga underarter finns listade i Catalogue of Life.